# Oleandra coriacea
Oleandra coriacea là một loài dương xỉ trong họ Oleandraceae. Loài này được Copel. mô tả khoa học đầu tiên năm 1912.